# Чемпионат Сальвадора по футболу
Чемпионат Сальвадора по футболу — соревнование по футболу среди профессиональных клубов Сальвадора, в котором определяется чемпион страны и представители в Лиге чемпионов КОНКАКАФ.

## История
Лига была создана в 1926 году. Первоначально чемпионат проводился в один календарный год, но с 1998 года система была изменена, и теперь, как и во многих других футбольных лигах Северной и Южной Америки, чемпионат проводится в два турнира — Апертуру и Клаусуру. Традиционно два турнира проходят по системе «осень—весна»: Апертура разыгрывается с августа по декабрь, а Клаусура длится с февраля по июль. Профессиональные чемпионаты проводятся с 1947 года, однако в первый год турнир сорвался после нескольких туров.

## Список чемпионов
- 1947 — Чемпионат не завершился
- 1948/49 — Онсе Мунисипаль
- 1949/50 — Чемпионат не проводился
- 1950/51 — Драгон
- 1951/52 — ФАС
- 1952/53 — Драгон
- 1953/54 — ФАС
- 1955 — Атлетико Марте
- 1955/56 — Атлетико Марте
- 1956/57 — Атлетико Марте
- 1957/58 — ФАС
- 1959 — Агила
- 1960/61 — Агила
- 1961/62 — ФАС
- 1962 — ФАС
- 1963/64 — Агила
- 1964 — Агила
- 1965/66 — Альянса
- 1966/67 — Альянса
- 1967/68 — Агила
- 1969 — Атлетико Марте
- 1970 — Атлетико Марте
- 1971 — Хувентуд Олимпика
- 1972 — Агила
- 1973 — Хувентуд Олимпика
- 1974/75 — Платенсе
- 1975/76 — Агила
- 1976/77 — Агила
- 1977/78 — ФАС
- 1978/79 — ФАС
- 1979/80 — Сантьягеньо
- 1980/81 — Атлетико Марте
- 1981 — ФАС
- 1982 — Атлетико Марте
- 1983 — Агила
- 1984 — ФАС
- 1985 — Атлетико Марте
- 1986-87 — Альянса
- 1987/88 — Агила
- 1988-89 — Луис Анхель Фирпо
- 1989/90 — Альянса
- 1990/91 — Луис Анхель Фирпо
- 1991/92 — Луис Анхель Фирпо
- 1992/93 — Луис Анхель Фирпо
- 1993/94 — Альянса
- 1994/95 — ФАС
- 1995/96 — ФАС
- 1996/97 — Альянса
- 1997/98 — Луис Анхель Фирпо
- Апертура 1998 — Альянса
- Клаусура 1999 — Луис Анхель Фирпо
- Апертура 1999 — Агила
- Клаусура 2000 — Луис Анхель Фирпо
- Апертура 2000 — Агила
- Клаусура 2001 — Агила
- Апертура 2001 — Альянса
- Клаусура 2002 — ФАС
- Апертура 2002 — ФАС
- Клаусура 2003 — Сан-Сальвадор
- Апертура 2003 — ФАС
- Клаусура 2004 — Альянса
- Апертура 2004 — ФАС
- Клаусура 2005 — ФАС
- Апертура 2005 — Виста Эрмоса
- Клаусура 2006 — Агила
- Апертура 2006 — Онсе Мунисипаль
- Клаусура 2007 — Исидро Метапан
- Апертура 2007 — Луис Анхель Фирпо
- Клаусура 2008 — Луис Анхель Фирпо
- Апертура 2008 — Исидро Метапан
- Клаусура 2009 — Исидро Метапан
- Апертура 2009 — ФАС
- Клаусура 2010 — Исидро Метапан
- Апертура 2010 — Исидро Метапан
- Клаусура 2011 — Альянса
- Апертура 2011 — Исидро Метапан
- Клаусура 2012 — Агила
- Апертура 2012 — Исидро Метапан
- Клаусура 2013 — Луис Анхель Фирпо
- Апертура 2013 — Исидро Метапан
- Клаусура 2014 — Исидро Метапан
- Апертура 2014 — Исидро Метапан
- Клаусура 2015 — Санта-Текла
- Апертура 2015 — Альянса
- Клаусура 2016 — Драгон
- Апертура 2016 — Санта-Текла
- Клаусура 2017 — Санта-Текла
- Апертура 2017 — Альянса
- Клаусура 2018 — Альянса
- Апертура 2018 — Санта-Текла

## Титулы
- ФАС (Санта-Ана) — 17
- Агила (Сан-Мигель) — 15
- Альянса (Сан-Сальвадор) — 13
- Луис Анхель Фирпо (Усулутан) — 10
- Исидро Метапан (Метапан) — 10
- Атлетико Марте (Сан-Сальвадор) — 8
- Санта-Текла (Санта-Текла) — 4
- Драгон (Сан-Мигель) — 3
- † Хувентуд Олимпика (Сонсонате) — 2
- Онсе Мунисипаль (Ауачапан) — 2
- † Сан-Сальвадор (Сан-Сальвадор) — 1
- Сантьягеньо (Сантьяго-де-Мария) — 1
- Платенсе (Сакатеколука) — 1
- Виста Эрмоса (Сан-Франциско-Готера) — 1